# 各省都督府代表聯合會
各省都督府代表聯合會是辛亥革命期间1911年11月15日至1912年1月28日期间独立各省为筹组临时中央政府而成立的过渡性议政权力机构。该机构起初由各省独立后成立的都督府派出的代表组成，后来未独立各省的谘议局也派出代表参加。在中华民国建立后，1912年1月2日至1912年1月28日该机构曾经一度代行临时参议院职权，直到南京临时参议院建立。

## 组成
1911年11月9日，湖北军政府致电各省，请各省派代表到湖北商谈筹组临时中央政府事宜。11月11日，江苏都督程德全、浙江都督汤寿潜联名致电上海都督陈其美，提议各省派代表到上海商谈，陈其美表示赞成。1911年11月12日，江蘇都督府代表雷奮、沈恩孚，浙江都督府代表姚桐豫、高爾登从苏州发出向沪军都督陈其美通电，促各省派代表到上海商討籌組臨時政府事宜。通电中提出，各省都督府和谘议局各派代表一人出席会议，只要两省以上代表到会即开议。
组织全国会议团通告书稿：
自武汉事起，各省响应，共和政治，已为全国舆论所公认。然事必有所取，则功乃易于观成。美利坚合众之制度，当为吾国他日之模范。美国之建，其初各部颇起争端，外揭合众之帜，内伏涣散之机。其所以苦战八年，卒收最后之成功者，赖十三州会议总机关有统一进行、维持秩序之力也。考其第一、二次会议，均仅以襄助各州议会为宗旨，至第三次会议，始能确定国会长治久安，是亦历史必经之阶级。吾国上海一埠，为中外耳目所寄，又为交通便利，不受兵祸之地，急宜仿照第一次会议方法，于上海设立临时会议机关，磋商对内对外妥善之方法，以期保疆土之统一，复人道之和平，务请各省举派代表，迅即莅沪集议。盼切盼切。
集议方法及提议大纲如下：
甲、集议之方法
- 一、通告各省旧时咨议局举代表一人常驻上海。
- 一、通告各省现时都督府派代表一人常驻上海。
- 一、有二省以上代表到沪，即先行开议，续到者随到随议。

乙、会议之要件
- 一、公认外交代表。
- 一、对于军事进行之联络方法。
- 一、对于清皇室之处置。

发起人：鄂樊云门　皖江易园　湘宋渔父　闽高梦旦　陕于右任　粤伍秩庸、温钦甫　晋桂赣夏剑丞　黔杨寿彤　苏唐蔚之、张季直、赵竹君、庄思缄　蜀程雪楼　豫王抟沙
11月15日，上海、江苏、浙江、福建等省代表在上海老西门外方斜路江苏教育总会举行首次会议，議決成立“各省都督府代表联合会”。

## 后续会议
此后湖北军政府和江浙军政府之间开始为联合会所在地发生争议。11月24日，在上海的联合会决定迁到武昌开会，各省留一人在上海“联络声气，以为鄂会后援”。11月底到12月初，湖北、湖南、福建、江苏、安徽、广西、直隶、河南、浙江、四川等十二个省的二十三名代表到达武汉。11月30日，联合会首次会议召开，会议推举谭人凤为议长；并议决在临时中央政府成立前，以湖北軍政府代行中央军政府职权，以鄂军都督黎元洪执行中央政务。12月3日，联合会通过了《中华民国临时政府组织大纲》，并议决如袁世凯反正，将推举袁世凯担任临时大总统。《中华民国临时政府组织大纲》第十七條称，
第十七條  參議院未成立以前，暫由各省都督府代表會代行其職權，但表決權每以一票為限。
此后，联合会多次举行会议，议决武汉地区停战南北议和，接受袁世凯派代表唐绍仪与南方代表伍廷芳南北和谈，南方和谈条件为“推翻满洲政府、主张共和政体、礼遇旧皇室”。
12月4日，都督陈其美、程德全、汤寿潜邀各省留沪代表开会，暂时定南京为临时政府所在地，选黄兴为假定大元帅，黎元洪为假定副元帅，推举大元帅负责组织临时政府。12月8日，在鄂代表赴南京，留沪代表陆续到南京，未参加汉口会议的几个省的代表也到了南京。到12月下旬，到达南京的有江苏、浙江、湖北、湖南、四川、广西、安徽、福建、直隶、山东、河南、江西、山西、陕西、广东、奉天、云南等十七个省44名代表。12月14日，先期到达南京的15个省的代表召开会议，推浙江代表汤尔和任议长，广东代表王宠惠任副议长，决定12月16日选举临时大总统。但12月15日会议又决议暂缓选举临时大总统，承认上海会议推举的大元帅、副元帅，并在《中华民国临时政府组织大纲》中追加写入“临时大总统未举定以前,其职权由大元帅暂任之。大元帅不能在临时政府所在地时，以副元帅代行其职权。”以黎元洪为首的湖北军政府反对该决议，江苏、浙江军界反对黄兴任大元帅。12月17日，联合会改推举黎元洪为大元帅，黄兴为副元帅，由黄兴组织临时政府。但是黄兴因为得知孙中山将回国，故没有赴南京任职。12月25日，孙中山抵达上海。12月26日，代表会议决通电各省继续战斗，并推谭人凤、马君武、王正廷与徐绍桢会面，商议作战计划。

## 选举临时大总统

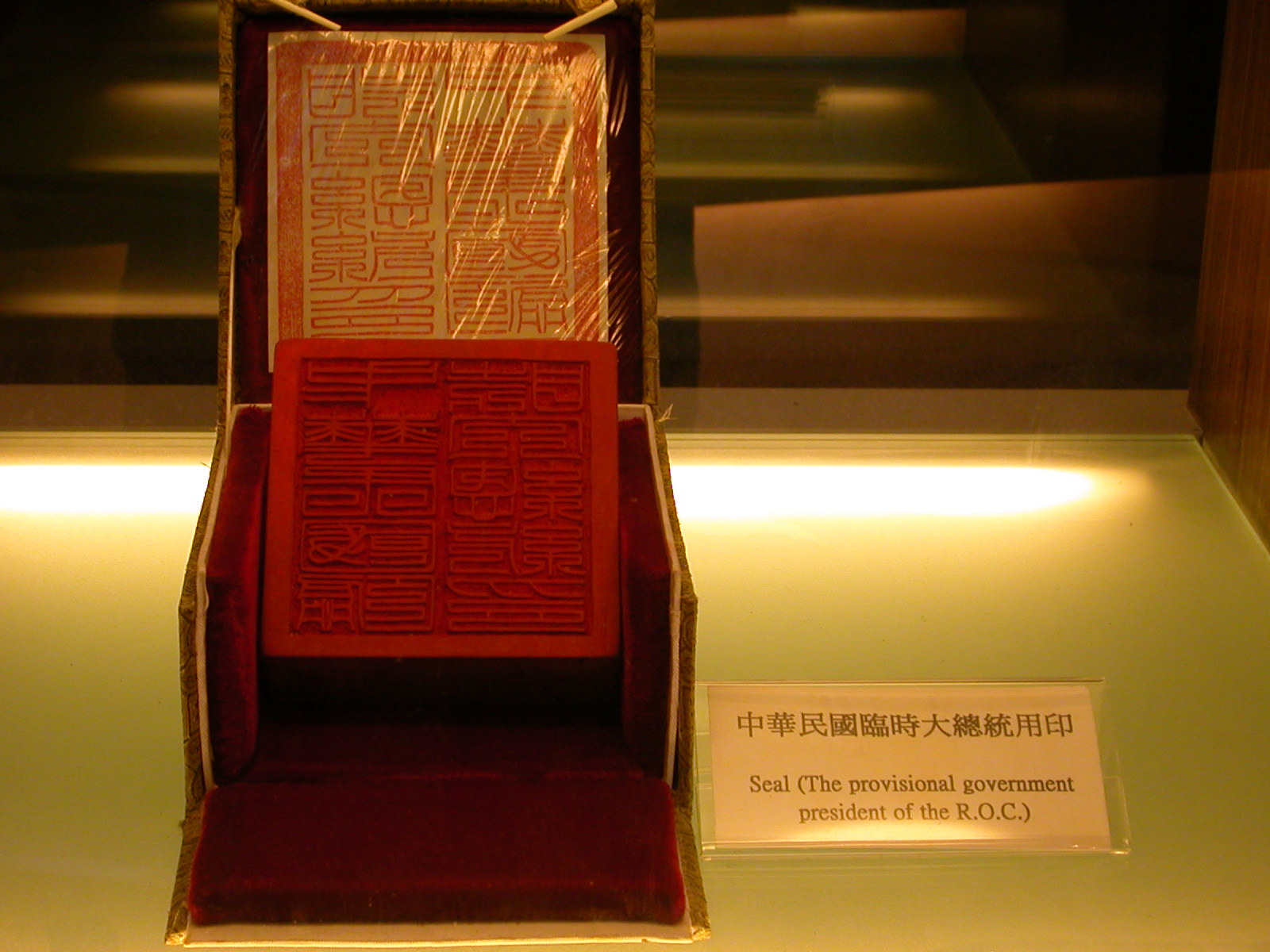
中華民國臨時大總統印

12月28日，在南京召開臨時大總統選舉預備會。12月29日，各省代表在南京召開選舉臨時大總統會。臨時大總統根據臨時政府組織大綱第一條：「臨時大總統，由各省都督代表選舉之；以得票滿總數三分之二以上者為當選。代表投票權，每省以一票為限。」選出。參加選舉的有直隸、奉天、山東、山西、河南、陝西、湖北、湖南、江西、安徽、江蘇、浙江、福建、廣東、廣西、雲南、四川等十七省代表四十三人。大总统候选人为孙中山、黎元洪、黄兴。孫中山獲得十七張有效票中的十六票，當選為中華民國第一任臨時大總統。
选举临时大总统的43名代表名单如下：
- 奉天代表：吴景濂
- 直隶代表：谷钟秀、张铭勋
- 河南代表：李槃
- 山东代表：谢鸿焘
- 山西代表：景耀月、李素、刘懋赏
- 陕西代表：张蔚森、马步云
- 江苏代表：袁希洛、陈陶遗
- 安徽代表：许冠尧、王竹怀、赵斌
- 江西代表：林子超、赵仕北、王有兰、俞应麓、汤漪
- 浙江代表：汤尔和、黄群、陈时夏、屈映光、陈毅
- 广东代表：王宠惠、邓宪甫
- 广西代表：马君武、章勤士
- 湖南代表：谭人凤、邹代藩、廖名缙
- 湖北代表：马伯援、王正廷、杨时杰、居正、胡瑛
- 福建代表：潘祖彝
- 四川代表：萧湘、周代本
- 云南代表：吕志伊、张一鹏、段宇清

## 代行临时参议院职权
在选举临时大总统的同时，联合会议决通电各省都督府，让每省派参议员三人到南京组织临时参议院，参议员未到时由本省代表替留1至3人代行参议员职权。
1912年1月1日，孙中山在南京宣誓就任中华民国临时大总统。1月2日，联合会议决代行参议院职权。1月3日，联合会一致选黎元洪为中华民国临时副总统。1月28日，南京临时参议院成立，各省都督府代表联合会宣告结束。

## 代表名单

### 武昌时期（1911年11月30日－12月7日）

各省都督府代表聯合會武昌時期政黨組成

- 议长：谭人凤（1911年11月30日当选）[4]

武昌及留沪代表如下：
| 省区别 | 赴湖北或在湖北开会代表    | 留上海或未赴湖北开会代表 |
| ------ | ------------------------- | ------------------------ |
| 江苏   | 雷奋                      |                          |
| 镇江   |                           | 马良                     |
| 江北   |                           | 王照 陈官彦 徐钟令       |
| 浙江   | 汤尔和 陈时夏 黄群 陈毅   |                          |
| 福建   | 潘祖彝                    | 林长民                   |
| 山东   | 谢鸿焘 雷光宇             |                          |
| 安徽   | 王竹怀 许冠尧 赵斌        |                          |
| 湖南   | 谭人凤 邹代藩             | 宋教仁                   |
| 广西   | 张其锽                    |                          |
| 沪军   | 马君武 陈陶遗             | 袁希洛 俞寰澄 朱葆康     |
| 四川   | 周代本                    |                          |
| 直隶   | 谷钟秀                    |                          |
| 河南   | 黄可权                    |                          |
| 湖北   | 胡瑛 王正廷 孙发绪 时象晋 | 居正 陶凤集              |
| 奉天   |                           | 吴景濂                   |
| 吉林   |                           | 赵学臣                   |
| 贵州   |                           | 席正铭 欧阳煜            |

### 南京时期（1911年12月14日－1912年1月28日）
- 议长：汤尔和（1911年12月14日当选）→景耀月（代理）→赵仕北（1912年1月2日当选）[4]
- 副议长：王宠惠（1911年12月14日当选）[7]→马君武（1912年1月2日当选）[4]
- 书记：潘祖彝（1911年12月14日当选）[4]

代行参议院职权期间（1912年1月2日-1月28日），曾选举如下工作人员：
- 庶务：王正廷　汤漪　林森
- 会计：马君武　时功玖　欧阳振声
- 验凭：赵仕北　王有兰　潘祖彝

各省代表如下：
- 江苏：陈陶遗　袁希洛
- 浙江：汤尔和　黄群　陈时夏　陈毅　屈映光
- 湖北：王正廷　马伯援　杨时杰　居正　时象晋　陶凤集
- 四川：萧湘　周代本
- 云南：吕志伊　张一鹏　段宇清
- 山西：景耀月　李素　刘懋赏
- 陕西：张蔚森　马步云
- 安徽：许冠尧　王竹怀　赵斌
- 江西：林森　赵仕北　王有兰　俞应麓　汤漪　吴铁城
- 福建：潘祖彝　林长民
- 广东：王宠惠　邓宪甫
- 广西：马君武　章勤士
- 奉天：吴景濂
- 直隶：谷钟秀
- 河南：李槃
- 山东：谢鸿焘
- 湖南：谭人凤　邹代藩　廖名缙　欧阳振声